# Rhantus novacaledoniae
Rhantus novacaledoniae là một loài tuyệt chủng trong họ Dytiscidae. Nó là loài đặc hữu của Nouvelle-Calédonie.